# Dicranolepis pusilla
Dicranolepis pusilla är en tibastväxtart som beskrevs av Aymonin. Dicranolepis pusilla ingår i släktet Dicranolepis och familjen tibastväxter. Inga underarter finns listade i Catalogue of Life.